# El E.T.E. y el Oto
El E.T.E. y el Oto es una película española de 1983 dirigida por Manuel Esteba y protagonizada por los hermanos Calatrava.

## Sinopsis
A la Tierra llega una nave espacial, dejando abandonado a un ser extraterrestre. Éste se encuentra con un niño con el que entabla amistad. Parodia de la película E.T. El Extraterrestre de Steven Spielberg.

## Reparto
- Francisco Calatrava
- Manuel Calatrava
- Curro García
- Óscar García
- Diana Conca
- Manolo Royo
- Javier De Campos
- Goyito Fernández
- Manolito Martín

## Producción
Se trata de una parodia de la película de Steven Spielberg E.T., el extraterrestre. También se emitió en la cadena catalana TV3 el 19 de agosto de 1988.
Se estrenó en España antes de que lo hiciera la película original. Según un rumor, la productora de Spielberg pidió una copia de la cinta y, al ver el resultado de la parodia, rechazó denunciarlos por el plagio.
Se trata de la tercera de las tres películas de los hermanos Calatrava realizadas por el director Miguel Esteba.
Destaca la actuación de Francisco Calatrava, más conocido como el feo, en el papel de E.T.
A destacar también el papel de Curro García, que a pesar de gozar de un gran futuro como intérprete, decidió continuar su carrera como músico y compositor, cosechando aún más éxito, si cabe, que en su faceta interpretativa.